# Quinton Carey
Quinton Carey (ur. 26 listopada 1996 w Nassau) – bahamski piłkarz grający na pozycji pomocnika.

## Kariera juniorska
Carey grał jako junior w Oklahoma Energy FC (do 2015).

## Kariera seniorska

### Regis Rangers
Carey przeszedł do Regis Rangers 1 sierpnia 2015. Rozegrał dla nich 10 meczów, w których nie strzelił żadnego gola.

### Rose State College Raiders
Carey przeniósł się do Rose State College Raiders 1 stycznia 2016. W ich barwach wystąpił 13 razy zdobywając 7 bramek.

### Carson-Newman Eagles
Carey trafił do Carson-Newman Eagles 1 stycznia 2018. Rozegrał dla nich 18 meczów strzelając jednego gola.

### Oklahoma Energy FC II
Carey został wypożyczony do rezerw Oklahoma Energy FC 1 maja 2018 na trzy miesiące.

### Los Angeles Force
Carey przeniósł się do Los Angeles Force 1 lipca 2020. Zadebiutował u nich 17 września 2020 w zremisowanym 0:0 spotkaniu przeciwko California United Strikers FC. Łącznie rozegrał dla nich 4 mecze nie strzelając żadnego gola.

### Flower City Union
Carey trafił do Flower City Union 22 lutego 2022. Debiut dla nich zaliczył 26 marca 2022 w meczu z Syracuse Pulse (przeg. 0:1). Łącznie w ich barwach wystąpił 13 razy nie zdobywając żadnej bramki.

### Gold Star FC
Carey przeszedł do Gold Star FC na 2023. Zadebiutował dla nich 1 kwietnia 2023 w starciu z Chattanooga FC (przeg. 3:0). Pierwszą bramkę zdobył 27 września 2023 w przegranym 1:3 spotkaniu przeciwko swojemu byłemu klubowi Flower City Union. Łącznie rozegrał dla nich 17 meczów strzelając jednego gola.

## Kariera reprezentacyjna
| Mecze i gole w reprezentacji | Mecze i gole w reprezentacji | Mecze i gole w reprezentacji | Mecze i gole w reprezentacji | Mecze i gole w reprezentacji | Mecze i gole w reprezentacji | Mecze i gole w reprezentacji | Mecze i gole w reprezentacji            |
| Bahamy                       | Bahamy                       | Bahamy                       | Bahamy                       | Bahamy                       | Bahamy                       | Bahamy                       | Bahamy                                  |
| Lp.                          | Data                         | Miejsce                      | Gospodarz                    | Gość                         | Wynik                        | Gol                          | Rozgrywki                               |
| ---------------------------- | ---------------------------- | ---------------------------- | ---------------------------- | ---------------------------- | ---------------------------- | ---------------------------- | --------------------------------------- |
| 1.                           | 11.10.2019                   | Nassau                       | Brytyjskie Wyspy Dziewicze   | Bahamy                       | 0:4                          | Gol                          | Liga Narodów CONCACAF 2019/2020         |
| 2.                           | 15.11.2019                   | Nassau                       | Bahamy                       | Brytyjskie Wyspy Dziewicze   | 3:0                          | Gol                          | Liga Narodów CONCACAF 2019/2020         |
| 3.                           | 17.11.2019                   | Willemstad                   | Bonaire                      | Bahamy                       | 1:1                          |                              | Liga Narodów CONCACAF 2019/2020         |
| 4.                           | 03.06.2021                   | Mayagüez                     | Portoryko                    | Bahamy                       | 7:0                          |                              | Mistrzostwa Świata 2022 – eliminacje    |
| 5.                           | 05.06.2021                   | Nassau                       | Bahamy                       | Trynidad i Tobago            | 0:0                          |                              | Mistrzostwa Świata 2022 – eliminacje    |
| 6.                           | 03.07.2021                   | Fort Lauderdale              | Gwadelupa                    | Bahamy                       | 2:0                          |                              | Złoty Puchar CONCACAF 2021 – eliminacje |
| 7.                           | 03.06.2022                   | Nassau                       | Bahamy                       | Saint Vincent i Grenadyny    | 1:0                          |                              | Liga Narodów CONCACAF 2022/2023         |
| 8.                           | 07.06.2022                   | Port-of-Spain                | Trynidad i Tobago            | Bahamy                       | 1:0                          |                              | Liga Narodów CONCACAF 2022/2023         |
| 9.                           | 24.03.2023                   | Nassau                       | Bahamy                       | Trynidad i Tobago            | 0:3                          |                              | Liga Narodów CONCACAF 2022/2023         |
| 10.                          | 27.03.2023                   | Kingstown                    | Saint Vincent i Grenadyny    | Bahamy                       | 1:1                          |                              | Liga Narodów CONCACAF 2022/2023         |
| 11.                          | 10.09.2023                   | Nassau                       | Bahamy                       | Portoryko                    | 1:6                          |                              | Liga Narodów CONCACAF 2023/2024         |
| 12.                          | 13.09.2023                   | Leonora                      | Gujana                       | Bahamy                       | 3:2                          |                              | Liga Narodów CONCACAF 2023/2024         |
| 13.                          | 08.06.2024                   | Nassau                       | Bahamy                       | Trynidad i Tobago            | 1:7                          |                              | Mistrzostwa Świata 2026 – eliminacje    |
| 14.                          | 11.06.2024                   | Basseterre                   | Saint Kitts i Nevis          | Bahamy                       | 1:0                          |                              | Mistrzostwa Świata 2026 – eliminacje    |